# Savigny (Alta Saboia)
Savigny é uma comuna francesa na região administrativa de Auvérnia-Ródano-Alpes, no departamento da Alta Saboia. Estende-se por uma área de 10.52 km². Em 2010 a comuna tinha 956 habitantes (densidade: 90,9 hab./km²).